# 于贝尔·尼森
于贝尔·尼森（法語：Hubert Nyssen，法語發音：[ybɛʁ nisɛn]；1925年4月11日—2011年11月12日），出生於比利時布鲁塞尔首都大区的伊克塞勒，是比利時一位多產的作家，以及法國南部Actes Sud出版社經營者，1968年定居普羅旺斯，1976年入籍法國。

## 生平
少年時在比利時的瓦特马尔-博斯福德長大，受到祖父愛好文學的影響，使得他也在這個領域充滿熱情，1978年在妻子的協助之下，在法國普罗旺斯-阿尔卑斯-蓝色海岸大区的阿尔勒，創設自己的出版社，這在法國算是一個創舉，因為大部分的出版社都在巴黎，唯獨于贝尔·尼森有這樣獨到的勇氣，在南部創設Actes Sud出版社，出過著名小說家尼娜·貝爾貝羅娃的作品、還有千禧年三部曲，他的女兒弗朗索瓦丝·尼森（前法國文化部的部長）於1987年開始協助掌理Actes Sud出版社。
自己也是多產的文學創作者，作品橫跨小說、散文、歌劇、詩歌和兒童文學等等，而且也在艾克斯-馬賽大學和列日大學擔任教授，列日大學在2003年成立尼森文學收藏館，並在同一年授予于贝尔·尼森名譽博士。

## 受獎
- 1998年：比利時皇家法語語言文學學院（法语：Académie royale de langue et de littérature françaises de Belgique）院士
- 2003年：列日大學名譽博士
- 2005年：法國榮譽軍團勳章
- 2011年：瓦隆榮譽勳章（法语：Mérite wallon）[6]